# Шиманский, Василий Павлович
Василий Павлович Шиманский — советский хозяйственный, государственный и политический деятель, Герой Социалистического Труда.

## Биография
Родился в 1919 году в деревне Лошица. Член КПСС с 1953 года.
С 1937 года — на хозяйственной, общественной и политической работе. В 1937—1976 гг. — сопровождающий почтового вагона, участник советско-финляндской войны, участник Великой Отечественной войны, командир пулемётного взвода 908-го стрелкового полка 264-й стрелковой дивизии второго формирования в составе 29-й Армии на Калининском фронте, бухгалтер в сельскохозяйственной артели (колхозе) «Согласие» Куйбышевской области, бухгалтер колхоза «Красный специалист», секретарь партбюро, заместитель председателя, председатель колхоза имени Гастелло Минского района Минской области Белорусской ССР.
Указом Президиума Верховного Совета СССР от 22 марта 1966 года присвоено звание Героя Социалистического Труда с вручением ордена Ленина и золотой медали «Серп и Молот».
Избирался депутатом Верховного Совета Белорусской ССР 6-го созыва. Делегат XXIII съезда КПСС.
Умер в деревне Колядичи в 1986 году.